# Atletism la Jocurile Olimpice de vară din 2016 - Săritura în înălțime (masculin)
Proba masculină de săritura în înălțime de la Jocurile Olimpice de vară din 2016 a avut loc în perioada 14–16 august la Stadionul Olimpic.

## Recorduri
Înaintea acestei competiții, recordurile mondiale și olimpice erau următoarele:
| Record             | Atlet                    | Rezultat | Loc                             | Data          |
| ------------------ | ------------------------ | -------- | ------------------------------- | ------------- |
| Recordul mondial   | Javier Sotomayor (CUB)   | 2,45 m   | Salamanca, Spania               | 27 iulie 1993 |
| Recordul olimpic   | Charles Austin (USA)     | 2,39 m   | Atlanta, Georgia, Statele Unite | 28 iulie 1996 |
| Recordul sezonului | Mutaz Essa Barshim (QAT) | 2,40 m   | Opole, Polonia                  | 11 iunie 2016 |

## Rezultate

### Calificări
Baremul de calificare: 2,31 m (Q) sau printre primii 12 săritori (q)
| Loc | Grup | Nume                    | Țară                       | 2,17 | 2,22 | 2,26 | 2,29 | Rezultat | Note    |
| --- | ---- | ----------------------- | -------------------------- | ---- | ---- | ---- | ---- | -------- | ------- |
| 1   | A    | Mutaz Essa Barshim      | Qatar                      | o    | o    | o    | o    | 2,29     | (q)     |
| 1   | A    | Bohdan Bondarenko       | Ucraina                    | -    | o    | -    | o    | 2,29     | (q)     |
| 1   | B    | Derek Drouin            | Canada                     | o    | o    | o    | o    | 2,29     | (q)     |
| 1   | B    | Tihomir Ivanov          | Bulgaria                   | o    | o    | o    | o    | 2,29     | (q), SB |
| 5   | B    | Robert Grabarz          | Marea Britanie             | -    | o    | xo   | o    | 2,29     | (q)     |
| 5   | B    | Erik Kynard             | Statele Unite ale Americii | o    | o    | xo   | o    | 2,29     | (q)     |
| 7   | B    | Majededdin Ghazal       | Siria                      | -    | o    | o    | xo   | 2,29     | (q)     |
| 7   | A    | Andrii Proțenko         | Ucraina                    | o    | o    | o    | xo   | 2,29     | (q)     |
| 9   | B    | Donald Thomas           | Bahamas                    | o    | o    | xo   | xo   | 2,29     | (q)     |
| 10  | A    | Trevor Barry            | Bahamas                    | o    | o    | xo   | xxo  | 2,29     | (q), SB |
| 10  | A    | Brandon Starc           | Australia                  | xo   | o    | o    | xxo  | 2,29     | (q), SB |
| 12  | B    | Jaroslav Bába           | Cehia                      | o    | o    | o    | xxx  | 2,26     | (q)     |
| 12  | A    | Luis Castro             | Puerto Rico                | o    | o    | o    | xxx  | 2,26     | (q)     |
| 12  | B    | Dimitrios Chondrokoukis | Cipru                      | o    | o    | o    | xxx  | 2,26     | (q), SB |
| 12  | A    | Kyriakos Ioannou        | Cipru                      | o    | o    | o    | xxx  | 2,26     | (q)     |
| 16  | A    | Chris Baker             | Marea Britanie             | xo   | o    | o    | xxx  | 2,26     |         |
| 17  | A    | Ricky Robertson         | Statele Unite ale Americii | o    | o    | xo   | xxx  | 2,26     |         |
| 18  | A    | Michael Mason           | Canada                     | xo   | o    | xo   | xxx  | 2,26     |         |
| 18  | B    | Nauraj Singh Randhawa   | Malaezia                   | xo   | o    | xo   | xxx  | 2,26     |         |
| 20  | B    | Dmytro Yakovenko        | Ucraina                    | o    | xxo  | xo   | xxx  | 2,26     | SB      |
| 21  | B    | Bradley Adkins          | Statele Unite ale Americii | xxo  | xo   | xo   | xxx  | 2,26     |         |
| 22  | A    | Woo Sang-hyeok          | Coreea de Sud              | o    | o    | xxo  | xxx  | 2,26     |         |
| 23  | B    | David Smith             | Puerto Rico                | o    | xo   | xxo  | xxx  | 2,26     |         |
| 24  | A    | Eike Onnen              | Germania                   | o    | xxo  | xxo  | xxx  | 2,26     |         |
| 25  | A    | Wojciech Theiner        | Polonia                    | o    | o    | xxx  |      | 2,22     |         |
| 25  | B    | Jamal Wilson            | Bahamas                    | o    | o    | xxx  |      | 2,22     |         |
| 25  | B    | Zhang Guowei            | China                      | o    | o    | xxx  |      | 2,22     |         |
| 28  | B    | Mateusz Przybylko       | Germania                   | xo   | o    | xxx  |      | 2,22     |         |
| 29  | B    | Arturo Chávez           | Peru                       | xxo  | o    | xxx  |      | 2,22     |         |
| 30  | B    | Sylwester Bednarek      | Polonia                    | o    | xo   | xxx  |      | 2,22     |         |
| 30  | A    | Andrei Churyla          | Belarus                    | o    | xo   | xxx  |      | 2,22     |         |
| 32  | A    | Wang Yu                 | China                      | xo   | xo   | xxx  |      | 2,22     |         |
| 33  | A    | Silvano Chesani         | Italia                     | o    | xxo  | xxx  |      | 2,22     |         |
| 34  | A    | Konstadinos Baniotis    | Grecia                     | xo   | xxo  | xxx  |      | 2,22     |         |
| 35  | A    | Matúš Bubeník           | Slovacia                   | o    | xxx  |      |      | 2,17     |         |
| 35  | A    | Takashi Eto             | Japonia                    | o    | xxx  |      |      | 2,17     |         |
| 35  | A    | Hsiang Chun-Hsien       | Taipeiul Chinez            | o    | xxx  |      |      | 2,17     |         |
| 35  | B    | Edgar Rivera            | Mexic                      | o    | xxx  |      |      | 2,17     |         |
| 35  | A    | Eugenio Rossi           | San Marino                 | o    | xxx  |      |      | 2,17     |         |
| 35  | B    | Talles Frederico Silva  | Brazilia                   | o    | xxx  |      |      | 2,17     |         |
| 41  | B    | Joel Baden              | Australia                  | xo   | xxx  |      |      | 2,17     |         |
| 41  | A    | Dmitry Kroyter          | Israel                     | xo   | xxx  |      |      | 2,17     |         |
| 43  | B    | Dzmitry Nabokau         | Belarus                    | xxo  | xxx  |      |      | 2,17     |         |
| 43  | B    | Yun Seung-hyun          | Coreea de Sud              | xxo  | xxx  |      |      | 2,17     |         |

### Finală
| Loc | Nume                    | Țară                       | 2,20 | 2,25 | 2,29 | 2,33 | 2,36 | 2,38 | 2,40 | Rezultat | Note |
| --- | ----------------------- | -------------------------- | ---- | ---- | ---- | ---- | ---- | ---- | ---- | -------- | ---- |
| 1   | Derek Drouin            | Canada                     | o    | o    | o    | o    | o    | o    | x    | 2,38     |      |
| 2   | Mutaz Essa Barshim      | Qatar                      | o    | o    | o    | o    | o    | xxx  |      | 2,36     |      |
| 3   | Bohdan Bondarenko       | Ucraina                    | –    | o    | –    | o    | –    | xx–  | x    | 2,33     |      |
| 4   | Robert Grabarz          | Marea Britanie             | o    | xo   | o    | o    | xxx  |      |      | 2,33     | =SB  |
| 4   | Andrii Proțenko         | Ucraina                    | o    | o    | xo   | o    | xxx  |      |      | 2,33     | SB   |
| 6   | Erik Kynard             | Statele Unite ale Americii | o    | xo   | o    | xxo  | xxx  |      |      | 2,33     |      |
| 7   | Majededdin Ghazal       | Siria                      | o    | o    | o    | xxx  |      |      |      | 2,29     |      |
| 7   | Kyriakos Ioannou        | Cipru                      | o    | o    | o    | xxx  |      |      |      | 2,29     |      |
| 7   | Donald Thomas           | Bahamas                    | o    | o    | o    | xxx  |      |      |      | 2,29     |      |
| 10  | Tihomir Ivanov          | Bulgaria                   | o    | xo   | o    | xxx  |      |      |      | 2,29     | =PB  |
| 11  | Trevor Barry            | Bahamas                    | o    | o    | xxx  |      |      |      |      | 2,25     |      |
| 12  | Dimitrios Chondrokoukis | Cipru                      | xo   | o    | xxx  |      |      |      |      | 2,25     |      |
| 13  | Luis Castro             | Puerto Rico                | o    | xxo  | xxx  |      |      |      |      | 2,25     |      |
| 14  | Jaroslav Bába           | Cehia                      | o    | xxx  |      |      |      |      |      | 2,20     |      |
| 15  | Brandon Starc           | Australia                  | xo   | xxx  |      |      |      |      |      | 2,20     |      |